# Marque gauche-à-droite
Cette page contient des caractères spéciaux ou non latins. S’ils s’affichent mal (▯, ?, etc.), consultez la page d’aide Unicode.
La marque gauche-à-droite est, en informatique et en typographie, un caractère sans chasse (U+200E marqueur gauche-à-droite, HTML : &lrm;), qui est utilisé pour indiquer que les caractères qui lui sont adjacents s’affichent de gauche à droite. Il est généralement utilisé dans les textes mélangeant des systèmes d’écriture s’écrivant de droite à gauche et de gauche à droite, comme quelques mots arabes (avec l’alphabet arabe) dans un texte en français (avec l’alphabet latin). Il est à comparer à la marque droite-à-gauche qui a un rôle opposé.
L'usage du marqueur gauche-à-droite est décrit dans l'algorithme BiDi d’Unicode.

## Utilisation
La marque gauche-à-droite est utile lorsqu’une chaine de caractères d’un système d’écriture écrit de gauche à droite et de caractères non alphabétiques est utilisée dans un texte écrit de droite à gauche.
Par exemple le nom C++ (de gauche à droite), dans un texte en arabe (de droite à gauche), sera affiché avec ++ à gauche du C :
```
لغة C
++
 هي لغة برمجة تستخدم…
```

Si la marque gauche-à-droite est introduite après le ++, le texte devrait être affiché correctement avec ++ à droite du C :
```
 
لغة C
++
‎
 هي لغة برمجة تستخدم…
```

Les applications conformes à la norme afficheront ++ à gauche dans le premier exemple car elles reconnaissent le paragraphe comme étant dans une écriture de droite à gauche (ici l’écriture arabe), et traite les signes de ponctuation et symboles (neutre dans leur orientation) comme le texte adjacent le plus proéminent, c’est-à-dire le reste du paragraphe plutôt que juste quelques caractères. Dans le second exemple, la marque gauche-à-droite indique que le texte adjacent (le C et la marque) est uniquement de gauche à droite et l’application affiche donc ++ à droite des caractères précédents.

## Représentations
U+200E est codé en UTF-8 par les trois octets E2808E en hexadécimal.
En HTML, il peut être représenté par la référence d’entité &lrm; (pour left-to-right mark) ou à l’aide son point de code &#x200E;.

## Voir
- Marque droite-à-gauche
- Texte bidirectionnel